# L'occhio nel labirinto
L'occhio nel labirinto è un film del 1972 diretto da Mario Caiano.

## Trama
Lo psicanalista Luca Berti scompare misteriosamente. Julie, sua paziente ed amante, pochi giorni prima, aveva sognato l'omicidio dell'uomo. La donna, sconvolta, inizia col cercare notizie del suo amante, seguendo tracce misteriose. A seguito delle sue ricerche Julie viene a contatto con mondi loschi ed equivoci. Nonostante le vaste ricerche, però, sul dott. Berti non emerge alcuna notizia... Solo alla fine si apprenderà che lo psicanalista Berti è stato effettivamente ucciso e che, l'autrice del delitto, altri non è che Julie. La donna, affetta da una grave forma di malattia mentale, oltremodo gelosa del suo rapporto con Luca, aveva eliminato l'uomo dopodiché aveva totalmente rimosso il fatto. In preda alla follia, Julie, elimina anche il sig. Frank, colpevole di averle palesato la verità, causandole un forte shock.